# Poutchej
Poutchej (en russe : Пучеж) est une ville de l'oblast d'Ivanovo, en Russie, et le centre administratif du raïon de Poutchej. Sa population s'élevait à 7 624 habitants en 2014.

## Géographie
Poutchej est un port sur la rive droite de la Volga. Elle est située à 133 km à l'est d'Ivanovo, à 160 km au sud-est de Kostroma et à 369 km au nord-est de Moscou.

## Histoire
Poutchej a été mentionné pour la première fois comme le sloboda Poutchichtche en 1594. Au XIXe siècle, c'était un centre céréalier et du commerce du lin. En 1862, une importante filature fut créée.
En 1952, la mise en eau du réservoir de Gorki — du nom de la ville de Gorki, aujourd'hui Nijni Novgorod — menaça la ville, qui dut être reconstruite à un niveau plus élevé au cours des trois années suivantes.
Dans les environs de la ville, se trouvent des fermes où l'on pratique l'élevage laitier, une pêche active et des forêts, qui créent un environnement propice à l'écotourisme et à des loisirs de plein air comme la pêche, la chasse et le camping.

## Population
Recensements (*) ou estimations de la population :
| 1856 | 1897* | 1926* | 1939* | 1959* | 1970*  |
| ---- | ----- | ----- | ----- | ----- | ------ |
| 900  | 3 000 | 5 501 | 7 300 | 9 293 | 12 308 |

| 1979*  | 1989*  | 2002*  | 2010* | 2013  | 2014  |
| ------ | ------ | ------ | ----- | ----- | ----- |
| 12 926 | 12 712 | 10 345 | 8 583 | 7 868 | 7 624 |